# Dicky Zulkarnaen
Dicky Zulkarnaen, född 12 oktober 1939 i Jakarta, död 10 mars 1995 (hjärtattack och diabetes) i Jakarta, var en indonesisk skådespelare. Han var gift med skådespelerskan Mieke Widjaja och far till bland annat Nia Zulkarnaen.

## Filmografi
- 1970 – Bernapas dalam lumpur
- 1975 – Si Pitung
- 1976 – Si Pitung beraksi kembali
- 1977 – Krakatau
- 1977 – De kris pusaka (tv-serie)
- 1978 – Pengemis dan Tukang Becak
- 1979 – Balada dua jagoan
- 1979 – Special Silencers
- 1979 – Janur kuning
- 1981 – Jaka Sembung
- 1982 – Pasukan berani mati
- 1982 – Buaya putih
- 1983 – Escape from Hellhole
- 1984 – Danger - Keine Zeit zum Sterben
- 1985 – Cinta kembar
- 1986 – Final Score
- 1987 – I Want to Get Even
- 1993 – Blood Warriors